# Diphora westwoodi
Diphora westwoodi är en stekelart som beskrevs av Förster 1856. Diphora westwoodi ingår i släktet Diphora, och familjen hyllhornsteklar. Arten är reproducerande i Sverige.